# Hyperolius nasutus
Hyperolius nasutus is een kikkersoort uit de familie van de rietkikkers (Hyperoliidae). De soort werd voor het eerst wetenschappelijk beschreven door Albert Carl Lewis Gotthilf Günther in 1865.

## Uiterlijke kenmerken
Het is een kleine kikker die een lichaamslengte bereikt van 19 tot 24 lang. Het dier is grasgroen met talrijke bruine stipjes op de kop en het voorste deel van de rug. Het lichaam is transparant, zodat de ingewanden zichtbaar zijn.

## Verspreidingsgebied
De soort komt voor in delen van Afrika en leeft in de landen Angola, Benin, Botswana, Burundi, Congo-Brazzaville, Congo-Kinshasa, Ethiopië, Ghana, Ivoorkust, Kenia, Malawi, Mozambique, Namibië, Somalië, Tanzania, Uganda, Zambia, Zimbabwe en Zuid-Afrika.